# Muggardt

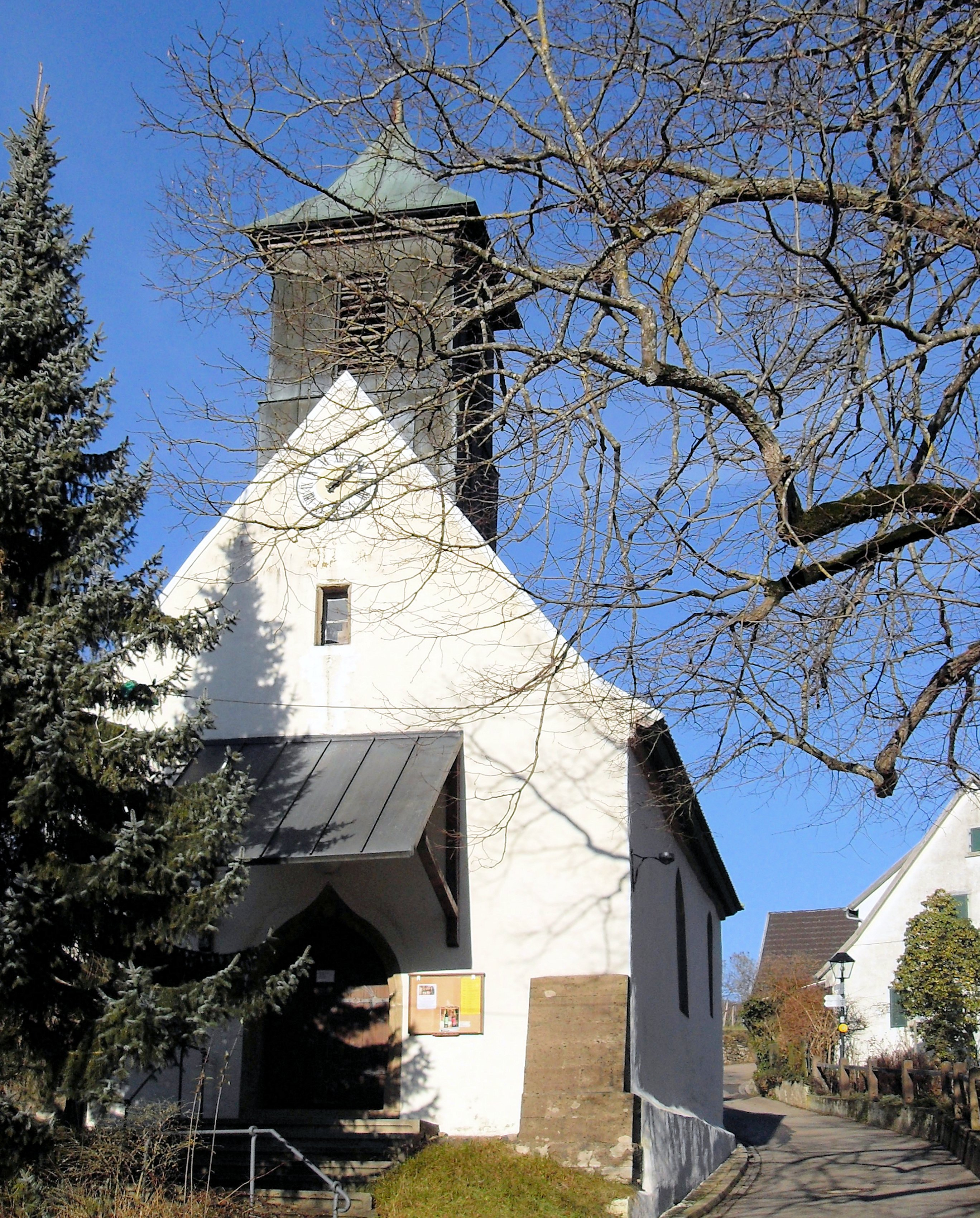
Kleine evangelische Kirche Muggardt

Muggardt ist ein kleiner Ort mit etwa 70 Einwohnern im Landkreis Breisgau-Hochschwarzwald in Baden-Württemberg. Er gehört zu Britzingen, einer Ortschaft, die am 1. Januar 1974 nach Müllheim eingemeindet wurde.

## Geographie
Muggardt liegt auf 370 bis 390 m ü. NHN im Markgräflerland, etwa 28 Kilometer südwestlich von Freiburg am Rand des Schwarzwaldes. Die geschützte Tallage Muggardts öffnet sich nach Südwesten zur Vorbergzone und Oberrheinebene. Der Muggardbach, gespeist aus den östlich auf über 500 m ü. NHN entspringenden Bächen Gerüttgraben und Ödstallgraben, fließt am Südfuß des Muggardter Berges vorbei und wendet sich nach Nordosten in Richtung Rhein.
Die versteckte Lage des Ortes soll im Dreißigjährigen Krieg dazu geführt haben, dass die brandschatzenden und vagabundierenden schwedischen Truppen den Ort „übersahen“.

## Wirtschaft
Schwerpunkte der lokalen Wirtschaft sind Weinbau und der Tourismus.

### Weinbau
Die Winzergenossenschaft Britzingen, welche den Muggardter Berg bewirtschaftet, ging zu Beginn des 21. Jahrhunderts neue Wege, um den zunehmenden Verfall der Steillage aufzuhalten. Sie erwarb durch ein Flurneuordnungsverfahren eine Fläche von einem Hektar des Muggardter Berges, der weinrechtlich zur Lage Britzinger Sonnhohle zählt und verpachtete die Rebstücke an zwei Mitglieder. Der Arbeitsaufwand in den nicht befahrbaren steilen Rebhängen war zu groß und unwirtschaftlich geworden, sodass man sich entschloss, hier Querterrassen auf flachgründigem Kalksteinverwitterungsboden anzulegen. Sie wurden im Frühjahr 2004 komplett neu mit Spätburgunderreben bepflanzt. Ziel war dabei, einen Qualitätsrotwein an dieser – für das Markgräflerland eher seltenen – reinen Südlage zu erzeugen. Der erste Jahrgang dieses Weines wurde 2006 gekeltert.

## Verkehr
Für motorisierte Fahrzeuge ist Muggardt über einen Abzweig von der L 125 (östlich von Britzingen) zu erreichen, die von Müllheim nach Staufen führt. Wanderer und Radfahrer können Muggardt auch von Sulzburg (im Norden) oder Laufen (im Westen) aus erreichen – Muggardt liegt am Markgräfler Wiiwegli von Freiburg nach Weil am Rhein und am Bettlerpfad von Merzhausen nach Badenweiler.

## Belege
1. ↑  73 laut www.muggardt.de von E. Götschin. Abgerufen am 5. Januar 2012 (deutsch).
2. ↑  Muggard auf freiburg-schwarzwald.de, basierend auf einem Beitrag von Silvia Faller vom 5. Januar 2008 in der Badischen Zeitung